# Occhiali da sole

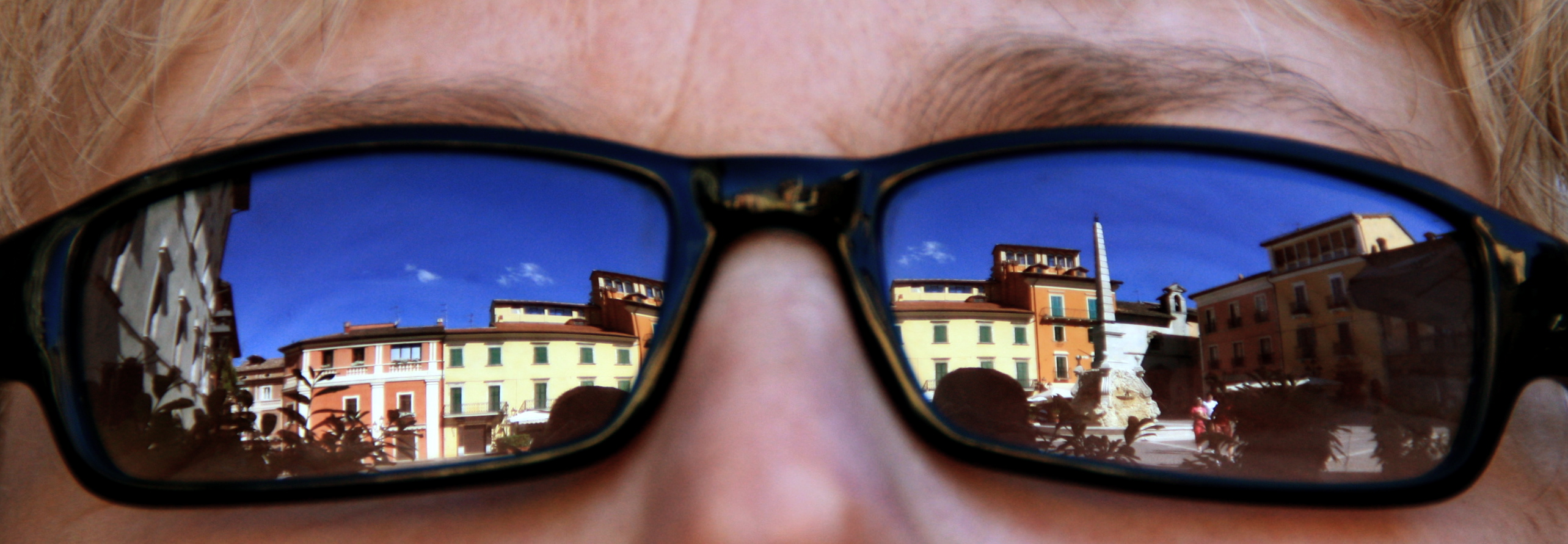
Riflessi su occhiali da sole

Gli occhiali da sole sono un dispositivo di protezione individuale, votato a salvaguardare l'apparato visivo di una persona dai possibili rischi causati dalla radiazione solare intensa.

## Storia

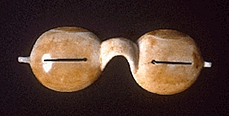
Occhiali da neve Inuit che riducono l'esposizione ai raggi solari, ma non l'intensità

Dai tempi preistorici, gli Inuit indossano maschere d'avorio che bloccano i raggi del sole riflessi dalla neve. Sotto l'Impero romano, Plinio racconta che l'imperatore Nerone guardava le lotte dei gladiatori attraverso smeraldi. In Cina, i vetri di quarzo fumè sono stati utilizzati nel XII secolo per proteggere gli occhi contro l'abbagliamento e per nascondere le espressioni dagli occhi dei giudici durante l'interrogatorio.
Sicuramente tra i primi a mettere a punto occhiali da sole nella moderna accezione fu il Duca Gian Vincenzo Pinelli, avente titolo di duca di Acerenza e Giugliano (Napoli, 1535 – Padova, 31 agosto 1601), umanista italiano, mentore di Galileo Galilei.
È stato anche un botanico celebre, bibliofilo e collezionista di strumenti scientifici, e la sua enorme biblioteca era probabilmente la più grande nel XVI secolo in Italia, costituita al momento della sua morte da circa 8.500 opere stampate. Segretario di Pinelli, Paolo Gualdo, scrisse e pubblicò (1607) una biografia di Pinelli, che è anche il ritratto dello studioso perfetto e collezionista di libri.
Il suo amore per i libri e manoscritti, e il suo interesse per l'ottica derivò da una disabilità: un incidente d'infanzia avevano distrutto la visione di un occhio, costringendolo a proteggere la sua visione debole con lenti verdi tinta. Risulta quindi essere il primo ad aver applicato lenti colorate (c.d. lenti bruciate veneziane) ad occhiali, sicché è da considerare fra i possibili inventori degli occhiali da sole nella accezione moderna. Solo agli inizi del 1700, quindi oltre 100 anni dopo la morte di Pinelli, a Venezia si cominciarono a montare le lenti sugli occhiali in maniera diffusa. (rif. quotidiano Roma ed. luglio 2018 "Gli occhiali da sole un'invenzione del lucano Giovanni Vincenzo Pinelli" intervista al Dott. Raffaello Glinni a firma Leonardo Pisani).
I primi occhiali con lenti per filtrare i raggi UVA sono prodotti nelle vetrerie di Murano, a Venezia dove delle copie del Settecento sono sopravvissute. Questi occhiali anche detti “occhiali da gondola”, “vetri da gondola” o “vetri di dama” con vetro verde sono stati utilizzati dalla nobiltà veneziana per preservare la vista dal riverbero costante della luce sull'acqua della laguna.
Nell'estate 2014, le sale monumentali della Biblioteca Marciana ospitano una mostra dedicata agli occhiali da sole alla maniera della Venezia settecentesca. Intitolata Occhiali da Doge. Gli occhiali da sole nella Venezia del Settecento, l'esposizione presenta una collezione di pezzi unici e molto rari (come gli occhiali con lenti “poliedriche” o occhiali del tipo “Goldoni”) ad uno dei quali si attribuisce la proprietà al doge Alvise IV Giovanni Mocenigo

## Costruzione

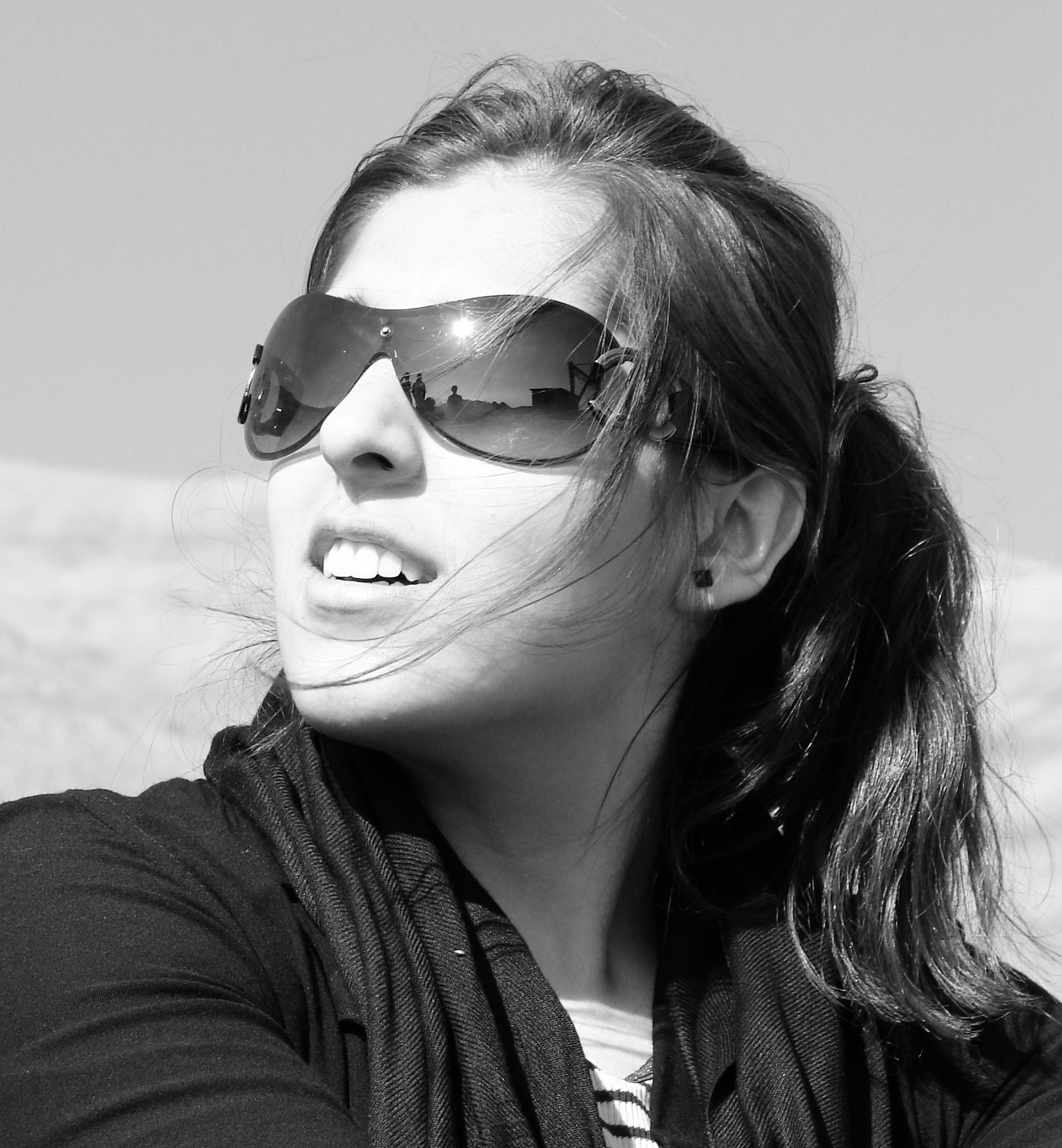
Indossare occhiali da sole sotto la luce solare diretta: grandi lenti offrono una buona protezione, ma sono necessari anche ampie stanghette contro la "luce diffusa" dai lati.

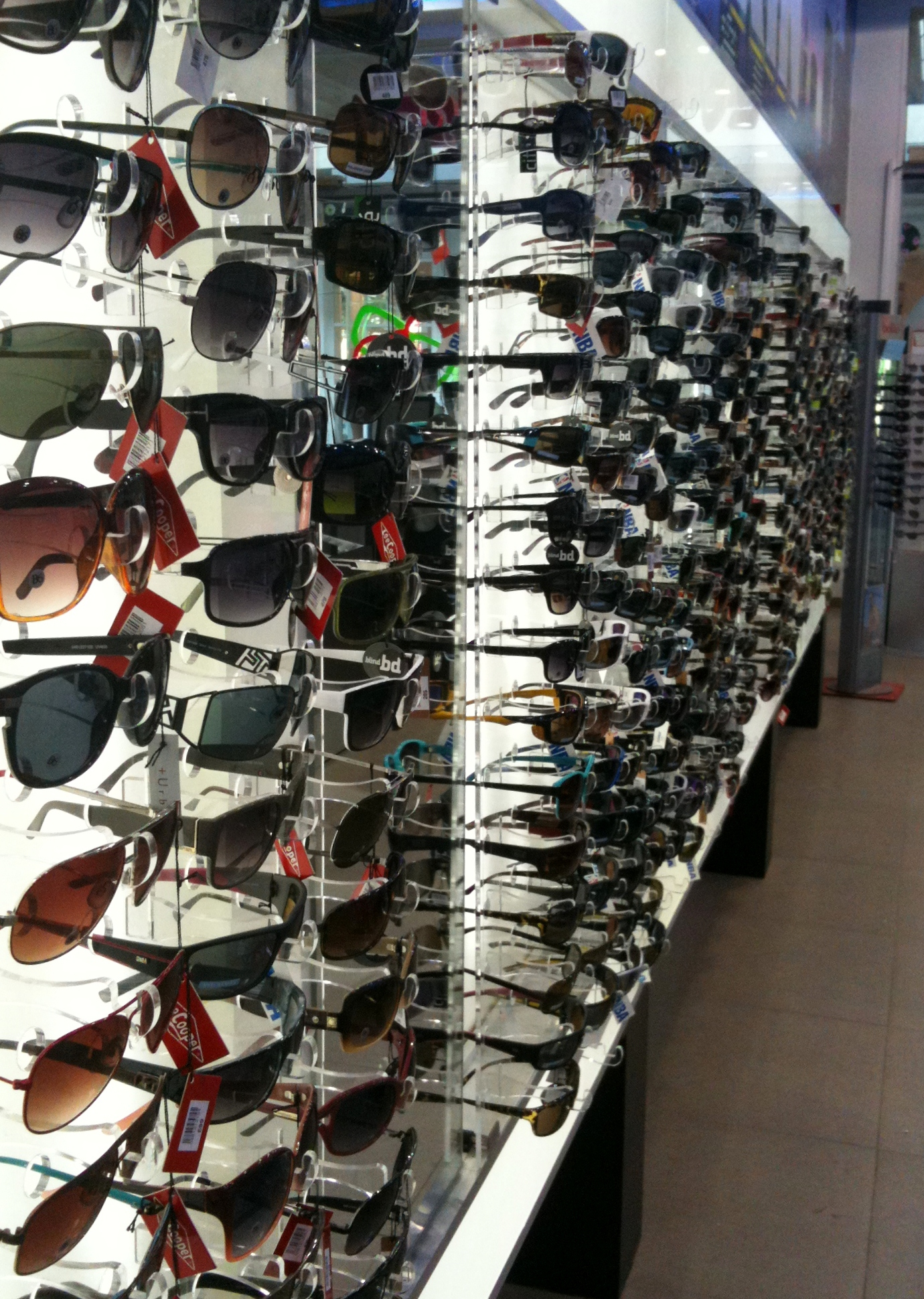
Occhiali in vendita

L'occhiale da sole si compone principalmente di due parti: montatura e lenti.

### Montatura
La montatura per occhiali da sole può essere molto variabile nella struttura, ancor più rispetto ad un occhiale da vista.
Una montatura per occhiali da vista può essere utilizzata anche come struttura per applicare filtri o lenti da sole. Il limite di questa soluzione spesso è dato dall'estetica, poiché spesso le montature da sole sono diverse da quelle da vista. Difatti, in generale le montature da sole sono costruite in modo tale da coprire maggiormente l'occhio, sia come dimensione della lente stessa (calibro della montatura), sia per le aste più spesse.
Un altro sistema di protezione utilizzato è quello delle lenti avvolgenti, cioè molto più curve rispetto alle lenti standard da vista. Queste, permettono di seguire ancora di più il profilo del volto dando così una maggiore copertura.

### Lenti
Gli occhiali da sole sono costituiti da due lenti che, qualora queste abbiano anche un effetto di correzione di difetti visivi, possono essere diverse fra loro.
I materiali di base sono organici (resine plastiche) o minerali (vetro). La plastica ha tra i vantaggi la resistenza agli urti, mentre il vetro è più resistente ai graffi (caratteristica che viene limitata da trattamenti della superficie, la quale comunque verrà rigata). La plastica ha solitamente un indice di rifrazione minore ed è quindi più spessa, mentre il vetro, al contrario, è più sottile. La plastica è più leggera, il vetro più pesante. Su queste basi vengono applicati trattamenti analoghi a quelli delle lenti correttive, come il trattamento indurente (chiamato impropriamente "antigraffio"), o i vari trattamenti antiriflesso.
La lente viene trattata in modo da ottenere una riduzione della luminosità che l'attraversa. Questo trattamento consiste normalmente nella colorazione della lente. Esistono inoltre alcuni trattamenti particolari, volti ad ottenere speciali caratteristiche filtranti.

#### Trattamenti particolari
- Filtro colorato: taglia o filtra in maniera più specifica alcune frequenze particolari (tipicamente la luce blu); utilizzato ad esempio per gli occhiali da sci[7]
- Filtro UV: filtra la radiazione ultravioletta, maggiormente dannosa per l'occhio rispetto a quella visibile. Questo trattamento non comporta perdite di luminosità: è possibile avere lenti a protezione UV quasi totale, pur con una trasparenza per la luce visibile prossima al 100%.[7] Il livello di filtraggio è indicato dalla sigla "UV" seguita dalla massima frequenza della luce filtrata, espressa in nanometri. Ad esempio, l'indicazione UV400 significa che la lente è trattata per tagliare tutte le frequenze ultraviolette fino a 400 nm, quindi sia i raggi UV-A che i raggi UV-B. Il livello di protezione di queste lenti è del 99-100%.[7]
- Filtro polarizzante. La luce segue un moto ondulatorio su più piani; quando però viene riflessa, (ad esempio dall'acqua o dalla neve), si dispone principalmente su alcuni piani di oscillazione. I filtri polarizzanti sono composti da lamelle spaziate tra loro dell'ordine della lunghezza d'onda della luce incidente. Le lamelle impediscono o smorzano l'oscillazione del campo elettrico lungo la direzione ad esse ortogonale, selezionando la polarizzazione ad esse parallele. Questo fenomeno, permette di filtrare i riflessi luminosi da superfici riflettenti e quindi di migliorare la visibilità.[8]
- Specchiatura: la lente viene ricoperta con un sottile strato parzialmente riflettente. Questo trattamento è adatto per un utilizzo in condizioni di luce estremamente forte, ad esempio su neve e su ghiacciaio.[8]

## Tipi particolari di occhiali da sole
Oltre agli occhiali da sole con lenti semplicemente colorate, esistono altre tipologie.
Gli occhiali fotocromatici sono caratterizzati da lenti la cui colorazione varia a seconda della luminosità esterna, comportandosi come occhiali da sole a riduzione di luminosità variabile, da quasi nulla a molto elevata..
Gli occhiali digradanti hanno una colorazione variabile, e quindi una trasmissione di luminosità mutevole sulla lente. La parte superiore, blocca gran parte della radiazione solare, mentre quella inferiore è più trasparente: per queste caratteristiche sono particolarmente indicati per la guida di veicoli.

## Normative
Gli occhiali da sole sono considerati dispositivi di protezione individuali di prima categoria, in base al decreto legislativo 475/1992 e successive modificazioni. In quanto tali, gli occhiali da sole sono regolamentati dalle normative europee 89/686/CEE, 93/68/CEE, 93/95/CEE e 96/58/CE, recepite in Italia dal suddetto D.Lgs. 475/1992 e dal decreto legge 10/1997. Tutte queste normative sono state armonizzate nella norma EN 1836:1997, recepita in Italia come norma UNI EN 1836:2006, ed in seguito ad alcune modifiche come UNI EN 1836:2008. La normativa prevede che ad ogni occhiale debbano essere allegate le seguenti informazioni:
- Identificazione del fabbricante o distributore
- Categoria dei filtri impiegati
- Numero ed anno della norma
- Avvertenza in forma di simbolo o in testo per eventuali non idoneità alla guida.

La normativa suddivide gli occhiali da sole in 5 categorie, a seconda del livello di riduzione della luminosità:
| Categoria | Tipologia di lente                                                      | Percentuale di luce trasmessa | Utilizzo                                                                                                   |
| --------- | ----------------------------------------------------------------------- | ----------------------------- | --- |
| 0         | Lenti minimamente oscurate. Lenti fotocromatiche allo stato più chiaro. | 80-100%                       | Luoghi chiusi, cielo coperto                                                                               |
| 1         | Lenti leggermente oscurate                                              | 43-79%                        | Luce solare attenuata                                                                                      |
| 2         | Lenti mediamente oscurate                                               | 18-42%                        | Luce solare media                                                                                          |
| 3         | Lenti scure. Lenti fotocromatiche allo stato più scuro.                 | 8-17%                         | Luce solare intensa                                                                                        |
| 4         | Lenti scurissime                                                        | 3-7%                          | Luce solare estremamente intensa (alta montagna, mare, neve, ghiacciaio nelle ore centrali della giornata) |

Le lenti di categoria 4 non sono adatte per la guida di veicoli.